# Покидьки
Покидьки (англ. Misfits) — британський комедійно-фантастичний телесеріал про групу молодих правопорушників, яких відправили на громадські роботи, де вони отримали надприродні здібності після дивної грози. Прем'єра відбулася 12 листопада 2009 року на британському телеканалі E4. В Україні перший сезон було показано на телеканалі K1 у вересні 2011 року. Цікаво, що перші три сезони озвучені також приватною студією UA Team.
Антонія Томас, Іван Реон, Лорен Соча, Нейтан Стюарт-Джарет та Роберт Шіен зіграли такі ролі, як Аліша Деніелс, Саймон Белламі, Келлі Бейлі, Кертіс Донован і Натан Янг відповідно. Шіен покинув проєкт після другого сезону, його замінили на Джозефа Ґілґана в ролі Руді Вейда. Після третього сезону з серіалу пішли Реон, Томас і Соча; їх замінили нові члени акторського складу Карла Кром, Нейтан Мак-Маллен та Метт Стокой. Вони зіграли Джес, Фінна та Алекса відповідно. В четвертому сезоні Стюарт-Джарет покинув проєкт, а Наташа О'Кіф приєдналася до акторського складу в ролі Еббі Сміт.
Серіал нагороджено трьома престижними преміями BAFTA.

## Сюжет

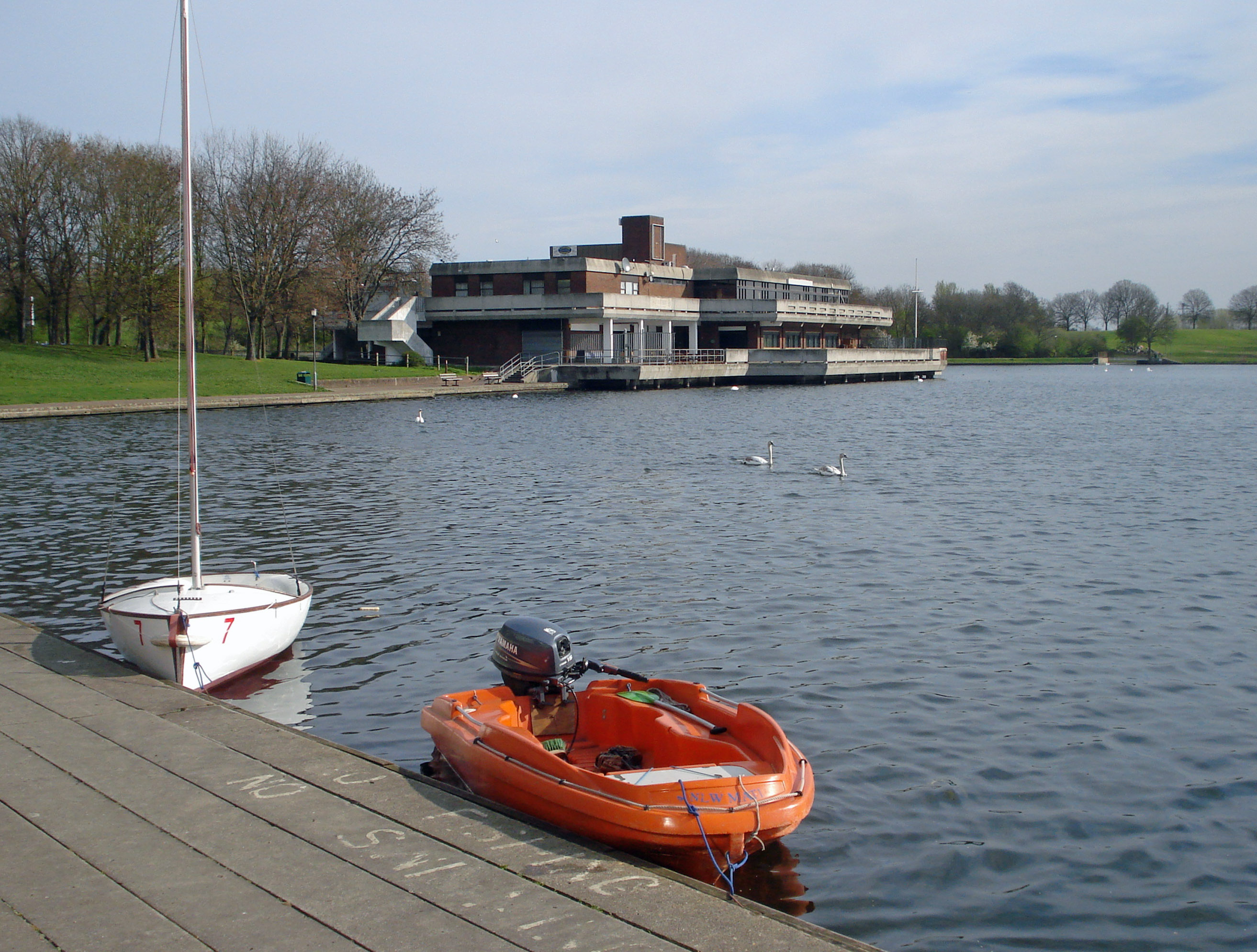
Соціальний центр — одне з основних місць дії серіалу

П'ятеро 20-річних правопорушників потрапили на громадські роботи у Вертемі (вигаданий район у Лондоні). Під час відпрацювання вони потрапили у надприродну грозу та отримали особливі сили. Спочатку в серіалі увага була зосереджена на таких персонажах:
- Келлі (Лорен Соча), яка отримала здатність чути думки,
- Кертіс (Нейтан Стюарт-Джарет), який може «відмотувати» час назад після сильного відчуття жалю,
- Аліша (Антонія Томас), яка відправляє людей у сексуальне безумство, коли вони торкаються її шкіри,
- Саймон (Іван Реон), який може ставати невидимим,
- Нейтан (Роберт Шіен), який є безсмертним.

Проте у третьому сезоні Роберт Шіен припинив зніматися. Його замінив Руді (Джозеф Ґілґан), який може роздвоюватися в емоційних ситуаціях. Решта персонажів у третьому сезоні отримали нові здібності. У кінці цього ж сезону Антонія Томас та Іван Реон припинили зйомки. У 4 та 5 сезонах їх замінили персонажі Джесс (Карла Кром), Фінн (Нейтан Мак-Маллен) та Ебі (Наташа О'Кіф).

## Телевізійні рейтинги

### Сезон 1 (2009)
Перший сезон мав у середньому 707 500 глядачів на серію.
| Серія    | Дата показу       | Глядачів | Глядачів | Глядачів | Місце | Місце | Місце |
| Серія    | Дата показу       | E4       | E4+1     | Разом    | E4    | E4+1  |       |
| -------- | ----------------- | -------- | -------- | -------- | ----- | ----- | ----- |
| Перша    | 12 листопада 2009 | 574 000  | 213 000  | 787 000  | 4     | 9     |       |
| Друга    | 19 листопада 2009 | 569 000  | 169 000  | 738 000  | 2     | 11    |       |
| Третя    | 26 листопада 2009 | 592 000  | 88 000   | 680 000  | 1     | 11    |       |
| Четверта | 3 грудня 2009     | 632 000  | 78 000   | 710 000  | 5     | 11    |       |
| П'ята    | 10 грудня 2009    | 598 000  | 72 000   | 670 000  | 8     | 21    |       |
| Шоста    | 17 грудня 2009    | 592 000  | 68 000   | 660 000  | 6     | 21    |       |

### Сезон 2 (2010)
Другий сезон мав у середньому 1 462 000 глядачів на серію, що вдвічі більше ніж мав попередній.
| Серія            | Дата показу       | Глядачів  | Глядачів | Глядачів  | Місце | Місце | Місце |
| Серія            | Дата показу       | E4        | E4+1     | Разом     | E4    | E4+1  |       |
| ---------------- | ----------------- | --------- | -------- | --------- | ----- | ----- | ----- |
| Перша            | 11 листопада 2010 | 1,185,000 | 238,000  | 1,423,000 | 1     | 5     |       |
| Друга            | 18 листопада 2010 | 1,055,000 | 250,000  | 1,305,000 | 1     | 2     |       |
| Третя            | 25 листопада 2010 | 1,119,000 | 251,000  | 1,370,000 | 1     | 4     |       |
| Четверта         | 2 грудня 2010     | 1,075,000 | 341,000  | 1,416,000 | 1     | 2     |       |
| П'ята            | 9 грудня 2010     | 1,074,000 | 355,000  | 1,429,000 | 1     | 1     |       |
| Шоста            | 16 грудня 2010    | 1,201,000 | 392,000  | 1,593,000 | 2     | 1     |       |
| Сьома (Різдвяна) | 19 грудня 2010    | 1,420,000 | 278,000  | 1,698,000 | 1     | 3     |       |

### Сезон 3 (2011)
Третій сезон мав у середньому 1 515 125 глядачів на серію.
| Серія    | Дата показу       | Глядачів  | Глядачів | Глядачів  | Місце | Місце | Місце |
| Серія    | Дата показу       | E4        | E4+1     | Разом     | E4    | E4+1  |       |
| -------- | ----------------- | --------- | -------- | --------- | ----- | ----- | ----- |
| Перша    | 30 жовтня 2011    | 1,471,000 | 323,000  | 1,794,000 | 1     | 2     |       |
| Друга    | 6 листопада 2011  | 1,329,000 | 296,000  | 1,625,000 | 4     | 4     |       |
| Третя    | 13 листопада 2011 | 1,176,000 | 322,000  | 1,498,000 | 1     | 3     |       |
| Четверта | 20 листопада 2011 | 1,116,000 | 308,000  | 1,424,000 | 1     | 2     |       |
| П'ята    | 27 листопада 2011 | 1,030,000 | —        | 1,030,000 | 2     | —     |       |
| Шоста    | 4 грудня 2011     | 1,246,000 | 252,000  | 1,498,000 | 1     | 6     |       |
| Сьома    | 11 грудня 2011    | 1,178,000 | 284,000  | 1,462,000 | 1     | 6     |       |
| Восьма   | 18 грудня 2011    | 1,227,000 | 276,000  | 1,503,000 | 1     | 7     |       |

### Сезон 4 (2012)
| Серія    | Дата показу       | Глядачів | Глядачів | Глядачів | Місце | Місце | Місце |
| Серія    | Дата показу       | E4       | E4+1     | Разом    | E4    | E4+1  |       |
| -------- | ----------------- | -------- | -------- | -------- | ----- | ----- | ----- |
| Перша    | 28 жовтня 2012    |          |          |          |       |       |       |
| Друга    | 4 листопада 2012  |          |          |          |       |       |       |
| Третя    | 11 листопада 2012 |          |          |          |       |       |       |
| Четверта | 18 листопада 2012 |          |          |          |       |       |       |
| П'ята    | 25 листопада 2012 |          |          |          |       |       |       |
| Шоста    | 2 грудня 2012     |          |          |          |       |       |       |
| Сьома    | 9 грудня 2012     |          |          |          |       |       |       |
| Восьма   | 16 грудня 2012    |          |          |          |       |       |       |

### Сезон 5 (2013)
| Серія    | Дата показу       | Глядачів | Глядачів | Глядачів  | Місце | Місце | Місце |
| Серія    | Дата показу       | E4       | E4+1     | Разом     | E4    | E4+1  |       |
| -------- | ----------------- | -------- | -------- | --------- | ----- | ----- | ----- |
| Перша    | 23 жовтня 2013    |          |          | 100 000   |       |       |       |
| Друга    | 30 жовтня 2013    |          |          | 1 560 020 |       |       |       |
| Третя    | 6 листопада 2013  |          |          |           |       |       |       |
| Четверта | 13 листопада 2013 |          |          |           |       |       |       |
| П'ята    | 20 листопада 2013 |          |          |           |       |       |       |
| Шоста    | 27 листопада 2013 |          |          |           |       |       |       |
| Сьома    | 4 грудня 2013     |          |          |           |       |       |       |
| Восьма   | 11 грудня 2013    |          |          |           |       |       |       |

## Нагороди
У 2010 та 2011 роках Покидьків було номіновано на сім нагород BAFTA, три з яких серіал здобув у таких категоріях:
- Найкращий драматичний серіал (2010)
- Найкраща актриса другого плану (2011)
- Найкраща робота художника-постановника (2011)